# Украинская автономная православная церковь Львова
Украи́нская автоно́мная правосла́вная це́рковь Льво́ва (официальное название Украинская автономная православная церковь) — малочисленная неканоническая православная юрисдикция на Украине с центром во Львове. Возглавляется митрополитом Петром (Петрусем).

## История
В 1997 году митрополит Петр (Петрусь) покинул Киевский патриархат (к которому ненадолго присоединился из УАПЦ) и вернулся в Русскую православную церковь в сане архимандрита.
Однако уже в 1999 году объявил о создании собственной юрисдикции как митрополит.
По состоянию на 2000 год юрисдикция насчитывала около 20 приходов в Турковском и Старосамборском районах Львовской области. Однако через некоторое время большая часть этих приходов вернулась в УАПЦ (в епархию Макария (Малетича)).
У епископа Петра остался только один официально зарегистрированный приход — «Автономный Православный приход Св. Ап. Иоанна Богослова во Львове».